# Kreis Leobschütz
| Kreis Leobschütz              | Kreis Leobschütz                                                      |
| ----------------------------- | --------------------------------------------------------------------- |
| Wappen                        |                                                                       |
| Preußische Provinz            | Schlesien (1816–1919, 1938–1941) Oberschlesien (1919–1938, 1941–1945) |
| Regierungsbezirk              | Oppeln                                                                |
| Kreisstadt                    | Leobschütz                                                            |
| Fläche                        | 691 km² (1910)                                                        |
| Einwohner                     | 82.264 (1939)                                                         |
| Gemeinden                     | 78 (1939)                                                             |
|                               |                                                                       |
| Karte des Kreises Leobschütz. |                                                                       |

Der Kreis Leobschütz war ein preußischer Landkreis in Schlesien, der von 1743 bis 1945 bestand. Seine historischen Wurzeln lagen im Herzogtum Leobschütz und seine Kreisstadt war die Stadt Leobschütz.

## Verwaltungsgeschichte
Nach dem Anfall des größten Teils von Schlesien an die preußische Monarchie führte König Friedrich II. 1742 in Niederschlesien und 1743 auch in Oberschlesien preußische Verwaltungsstrukturen ein. Dazu gehörte die Einrichtung zweier Kriegs- und Domänenkammern in Breslau und Glogau sowie deren Gliederung in Kreise und die Einsetzung von Landräten. Die Ernennung der Landräte in den oberschlesischen Kreisen erfolgte auf einen Vorschlag des preußischen Ministers für Schlesien Ludwig Wilhelm von Münchow hin, dem Friedrich II. im Februar 1743 zustimmte.
Aus den an Preußen gefallenen Teilen der beiden schlesischen Teilfürstentümer Jägerndorf und Troppau sowie dem Distrikt Katscher wurde der Kreis Leobschütz gebildet. Als erster Landrat des Kreises Leobschütz wurde Johann Carl von Morawitzky eingesetzt. Der Kreis unterstand zunächst der Kriegs- und Domänenkammer Breslau und wurde im Zuge der Stein-Hardenbergischen Reformen dem Regierungsbezirk Oppeln der Provinz Schlesien zugeordnet.
Bei der Kreisreform vom 1. Januar 1818 im Regierungsbezirk Oppeln wurden die Kreisgrenzen wie folgt geändert:
- Die Dörfer Berndau, Damasko, Gläsen, Kasimir, Schönau, Steubendorf und Thomnitz wechselten aus dem Kreis Neustadt in den Kreis Leobschütz.
- Die Stadt Hultschin, die Flecken Beneschau und Zauditz sowie die Dörfer Antoschowitz, Bielau, Bobrownick, Bolatitz, Boleslau, Borutin, Buslawitz, Chlebsch, Cosmütz, Deutsch Krawarn, Ellgoth, Groß Darkowitz, Groß Hoschütz, Groß Peterwitz, Hatsch, Henneberg, Hoschialkowitz, Kauthen, Klein Darkowitz, Klein Hoschütz, Klein Peterwitz, Koblau, Köberwitz, Kranowitz, Kuchelna, Langendorf, Ludgerzowitz, Marquartowitz, Odersch, Owschütz, Peterzkowitz, Pyscha, Ratsch, Rohow, Schammerwitz, Schlausewitz, Schreibersdorf, Schillersdorf, Sczepankowitz, Strandorf, Thröm, Wrbkau, Wrzesin, Zabrzeg und Zawada wechselten aus dem Kreis Leobschütz in den Kreis Ratibor.

Zum 8. November 1919 wurde die Provinz Schlesien aufgelöst. Aus dem Regierungsbezirk Oppeln wurde die neue Provinz Oberschlesien gebildet. In der Volksabstimmung in Oberschlesien am 20. März 1921 votierten im Kreis Leobschütz 99,6 % der Wähler für den Verbleib bei Deutschland und 0,4 % für eine Abtretung an Polen.
Für den Kreis Leobschütz war im Artikel 83 des Versailler Vertrages vorgesehen: Der Südteil desselben „stimmt ab, soll aber ohne Rücksicht auf das Abstimmungsergebnis zur Tschecho-Slowakei kommen, wenn Oberschlesien polnisch wird“. Da die Volksabstimmung von 1921 in ganz Oberschlesien mehrheitlich für Deutschland ausfiel, entfiel die hier vorgesehene Teilung des Kreises.

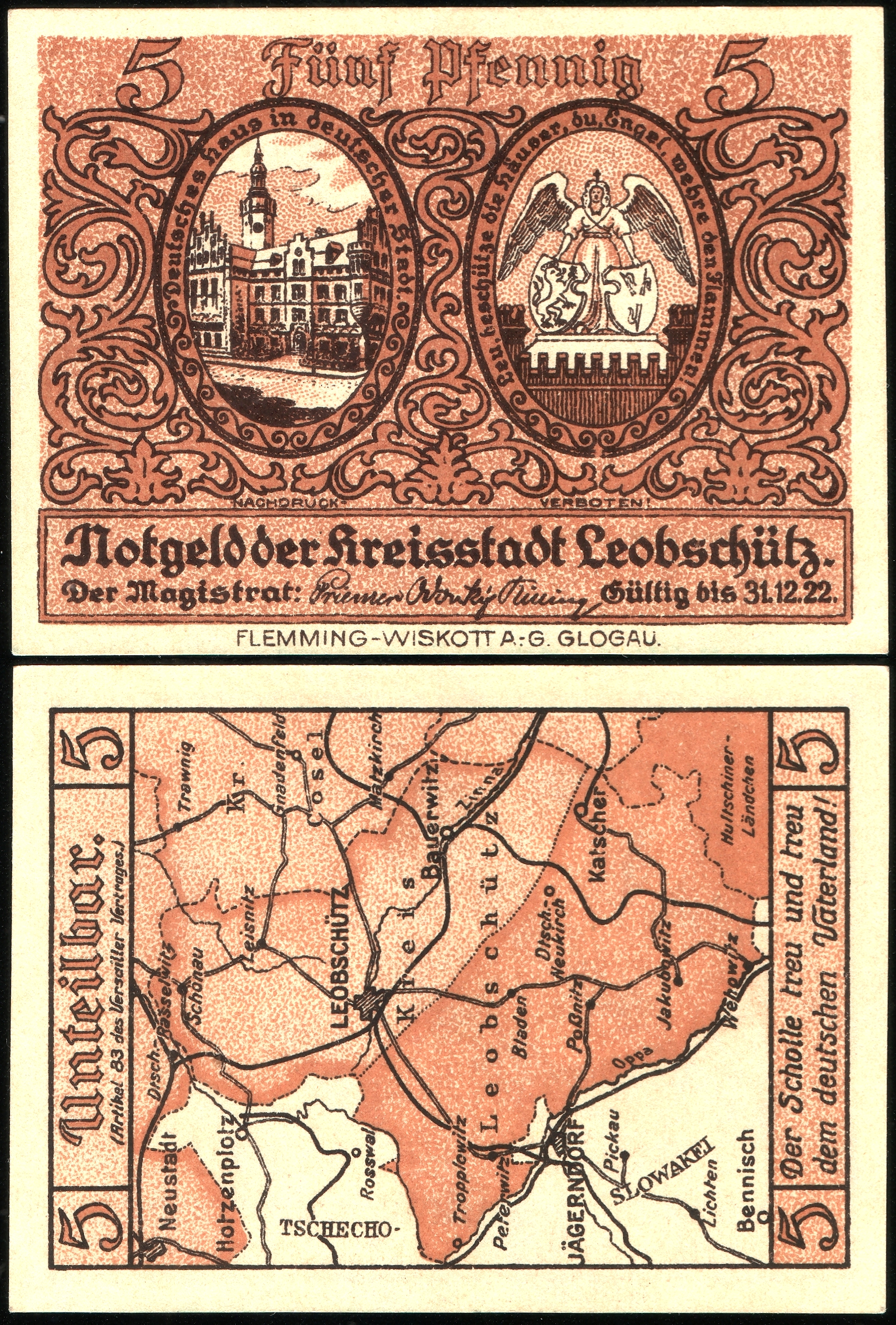
Notgeld. 1922.

Zum 30. September 1928 fand im Kreis Leobschütz entsprechend der Entwicklung im übrigen Preußen eine Gebietsreform statt, bei der alle Gutsbezirke aufgelöst und benachbarten Landgemeinden zugeteilt wurden. Am 1. April 1938 wurden die Provinzen Niederschlesien und Oberschlesien zur neuen Provinz Schlesien zusammengeschlossen. Zum 18. Januar 1941 wurde die Provinz Schlesien abermals aufgelöst und aus den Regierungsbezirken Kattowitz und Oppeln die neue Provinz Oberschlesien gebildet.
Im Frühjahr 1945 eroberte die Rote Armee das Kreisgebiet und unterstellte es der Verwaltung der Volksrepublik Polen. Diese begann mit der Vertreibung der deutschen Einwohner aus dem Kreisgebiet.

## Einwohnerentwicklung
| Jahr | Einwohner | Quelle |
| ---- | --------- | ------ |
| 1795 | 63.667    | [ 11 ] |
| 1819 | 51.063    | [ 12 ] |
| 1846 | 72.289    | [ 13 ] |
| 1871 | 82.474    | [ 14 ] |
| 1885 | 86.875    | [ 15 ] |
| 1900 | 84.147    | [ 16 ] |
| 1910 | 82.635    | [ 16 ] |
| 1925 | 81.957    | [ 17 ] |
| 1939 | 82.264    | [ 17 ] |

Von den Bewohnern des Kreises waren 1939 91 % katholisch und acht Prozent evangelisch. Der Anteil der tschechisch sprechenden Bewohner lag um 1900 bei 10,7 %.

## Landräte
| 1743–174700Johann Carl von Morawitzky 17480000000Christian Ernst von Solms 1748–175000George Franz von Trach 17530000000Johann Friedrich von Schneckenhaus 1753–175600Christoph Gottfried von Cochenhausen 1756–177100Johann von Eicke und Polwitz 1772–177800Johann Carl Andreas von Arnold 1779–181300Michael von Haugwitz 1813–182000Wenzel Karl von Sedlnitzky 1820–183200Karl (Carl Friedrich) von Elpons 18320000000Liersz (kommissarisch) | 1832–183900Johannes Karl von Sedlnitzky 1839–184300Franz von Pelke 1843–184500von Nayhauß (kommissarisch) 1845–185000Ferdinand von Larisch 1850–187300Wilhelm Martin Waagen 1873–187400Karl von Hollen (vertretungsweise) 1874–189800Carl Bischoff 1898–191700Fritz Ißmer 1917–193400Walter Klausa 1934–194400Konrad Büchs 1944–194500Karl Williger |

## Kommunalverfassung
Der Kreis Leobschütz gliederte sich seit dem 19. Jahrhundert in die Städte Bauerwitz, Katscher und Leobschütz, in Landgemeinden und in Gutsbezirke. Mit Einführung des preußischen Gemeindeverfassungsgesetzes vom 15. Dezember 1933 gab es ab dem 1. Januar 1934 eine einheitliche Kommunalverfassung für alle preußischen Gemeinden. Mit Einführung der Deutschen Gemeindeordnung vom 30. Januar 1935 trat zum 1. April 1935 im Deutschen Reich eine einheitliche Kommunalverfassung in Kraft, wonach die bisherigen Landgemeinden nun als Gemeinden bezeichnet wurden. Eine neue Kreisverfassung wurde nicht mehr geschaffen; es galt weiterhin die Kreisordnung für die Provinzen Ost- und Westpreußen, Brandenburg, Pommern, Schlesien und Sachsen vom 19. März 1881.

## Gemeinden
Der Kreis Leobschütz umfasste zuletzt drei Städte und 75 Landgemeinden:
| - Alt Wiendorf - Altstett - Amaliengrund - Auchwitz - Babitz - Badenau - Bauerwitz, Stadt - Berndau - Bladen - Bleischwitz - Branitz - Bratsch - Burgfeld - Dirschel - Dirschkenhof - Dittmerau - Dobersdorf - Dreimühlen - Eiglau - Geppersdorf | - Gläsen - Gröbnig - Hedwigsgrund - Hennerwitz - Hochkretscham - Hohndorf - Hubertusruh - Jakobsfelde - Kasimir - Katscher, Stadt - Kitteldorf - Klemstein - Knispel - Komeise - Königsdorf - Kösling - Krastillau - Kreisewitz - Kreuzendorf - Krug | - Leimerwitz - Leisnitz O.S. - Leobschütz, Stadt - Lindau O.S. - Liptin - Löwitz - Mocker - Nassiedel - Neudorf - Osterdorf - Pilgersdorf - Piltsch - Pommerswitz - Poßnitz - Raden - Rakau - Roben - Rosen - Rösnitz - Sabschütz | - Sauerwitz - Schirmke - Schmeisdorf - Schönau - Schönbrunn - Schönwiese - Soppau - Steubendorf - Steuberwitz - Stolzmütz - Trenkau - Troplowitz - Turkau - Türmitz - Wehen - Wernersdorf - Zietenbusch - Zinnatal |

Eingemeindungen bis 1937
- Bieskau, am 1. April 1937 zu Alstett
- Damasko, am 30. September 1928 zu Kasimir
- Deutsch Neukirch, am 1. April 1937 zu Alstett
- Fürstlich Langenau, 1921 zu Katscher
- Jernau, am 23. Dezember 1927 zu Bauerwitz
- Kaldaun, am 1. April 1937 zu Osterdorf
- Langenau Lehn, 1921 zu Katscher
- Michelsdorf, 1900 zu Branitz
- Neu Katscher, 1921 zu Katscher
- Schlegenberg, am 30. September 1928 zu Leobschütz
- Taumlitz, am 1. April 1914 zu Leobschütz
- Thomas, am 1. April 1937 zu Schönau
- Troplowitz, Dorf, am 1. April 1934 zu Troplowitz
- Troplowitz, Städtel, am 1. April 1934 zu Troplowitz

## Ortsnamen
Im Jahr 1936 wurden im Kreis Leobschütz mehrere Gemeinden umbenannt:
- Badewitz → Badenau
- Boblowitz → Hedwigsgrund
- Dirschkowitz → Dirschkenhof
- Hratschein → Burgfeld
- Jakubowitz → Jakobsfelde
- Kittelwitz → Kitteldorf
- Osterwitz → Osterdorf
- Peterwitz → Zietenbusch
- Thomnitz → Thomas
- Tschirmke → Schirmke
- Waissak → Lindau
- Wanowitz → Hubertusruh
- Wehowitz → Wehen
- Zauchwitz → Dreimühlen
- Zülkowitz → Zinnatal

## Persönlichkeiten
- Johannes Maria Assmann (1833–1903), Bischof, geboren in Branitz
- Joseph Martin Nathan (1867–1947), Weihbischof in Olmütz, Erbauer der Branitzer Heil- und Pflegeanstalten, geboren in Stolzmütz bei Bauerwitz
- Manuel Könner SVD (1885–1968), römisch-katholischer Bischof und Prälat von Foz do Iguaçu in Brasilien, geboren in Sabschütz
- Stefanie Zweig (1932–2014), deutsche Schriftstellerin, geboren in Leobschütz